# サン＝ドニ
サン＝ドニ（Saint-Denis）は、フランス、セーヌ＝サン＝ドニ県のコミューン。

## 地理

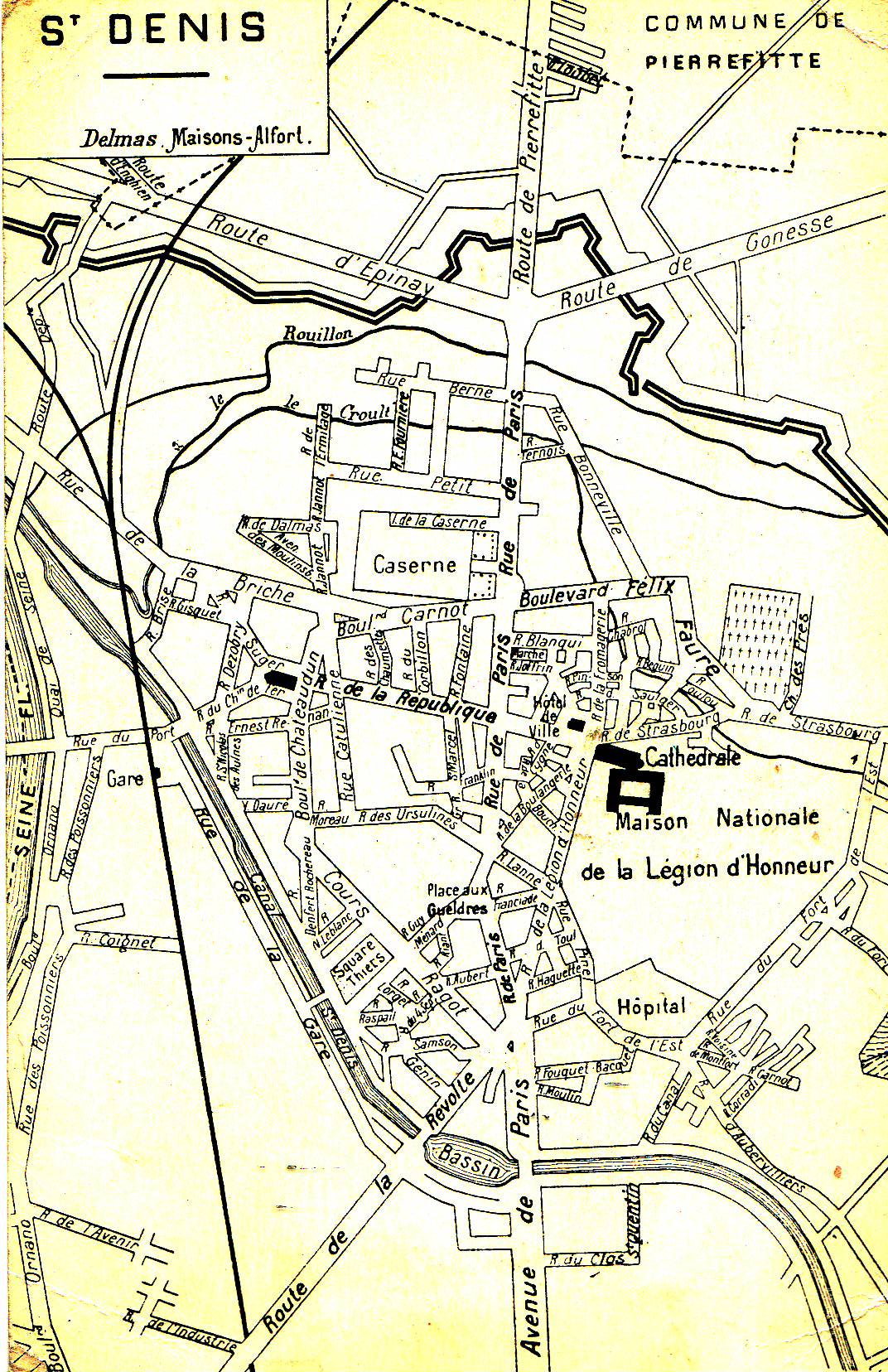
20世紀初頭のサン＝ドニの地図。セーヌ川が境を流れ、サン＝ドニ運河が横切る。北の湿地帯には小さなクロー川とルイヨン川が見える。鉄道路線パリ北-リール線もある

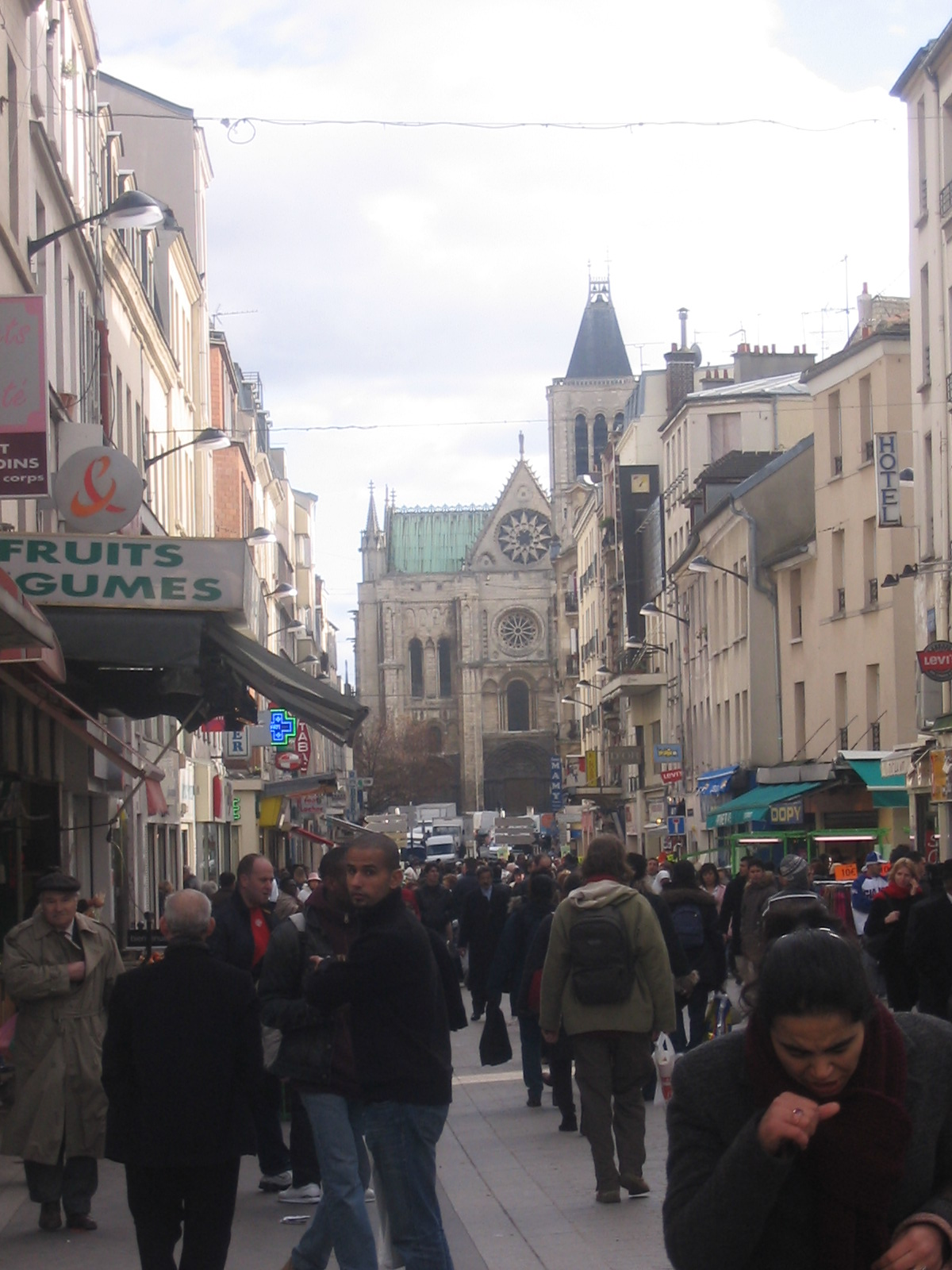
レピュブリック通り

パリ北部郊外にあるサン＝ドニは、パリ18区、サン＝トゥアン、リル＝サン＝ドニ、エピネー＝シュル＝セーヌ、ヴィルタヌーズ、ピエールフィット＝シュル＝セーヌ、スタン、ラ・クールヌーヴ、オーベルヴィリエと接する。プレーヌ・ド・フランス地方（fr）にある。現在の現代的な町並みは建築家アンドレ・リュルサ（fr）によるものである（シテ・ポール・ランジュヴァン、スタッド・オーギュスト・ドロームなど）。

### 都市の様相
貧困層や低所得者の集まるスラム化した工業都市であったサン＝ドニは、長い間大気汚染を始めとする公害と関連付けられてきた。しかし2004年に『持続可能な開発賞』（fr）を受賞して様相を変えた。現在コミューンは、75ヘクタールもの公園緑地も抱えている。
サン＝ドニ一帯で進む都市再開発の影響で人口が増加している。
ポルト・ド・パリ、サン＝ドニ大聖堂、レジオン・ドヌール公園、レジオン・ドヌール学校の間は、サン＝ドニ修道院に関連した建物が占める。レジオン・ドヌール公園は、レジオン・ドヌール学校の女子生徒校舎ができる以前は修道院の土地で、1970年代に一部がコミューンの公園となった。
無視することのできない大聖堂から離れると、脇にピエール・ド・モントルイユ庭園があり、中心部の古い建物は興味深いものがある。タウンホール、サン＝ドニ・ド・エステレ教会、サン＝ドニ修道院、ウルスラ会派修道院のポーチ、新聞社『リュマニテ』の旧社屋などである。
火曜、金曜、日曜の朝、イル＝ド＝フランス最大のマルシェ（市場）が開かれる。マルシェのホールは改修後2006年に再オープンした。マルシェのホールでは、照明は太陽電池パネルによる発電で行い、マルシェ後の洗浄用には溜めた雨水を使用するシステムが採用されている。

### フラン・モワザン/ベレール
ベレール地区は、小さな古い、そして傷みの目立つ建物が並ぶ地区で、オートルート・デュ・ノールによって旧市街から隔てられている。隣接するフラン・モワザン地区は、大規模なスラムが取り除かれた後建てられた大規模な集合住宅の地区である。エスト砦は、かつてパリを守る要塞群の1つであった。
オートルート・ノールの周辺は特に低所得労働者世帯が密集するスラムであり、北アフリカやポルトガルの出身者が多い。
評判の悪い時期、この地区は改善の手が入れられ飾り立てられた。この過程は、2005年にセザール賞を4部門受賞した映画『L'Esquive』に撮影されている。

### ラ・プレーヌ・サン＝ドニ/クリスティーノ・ガルシア

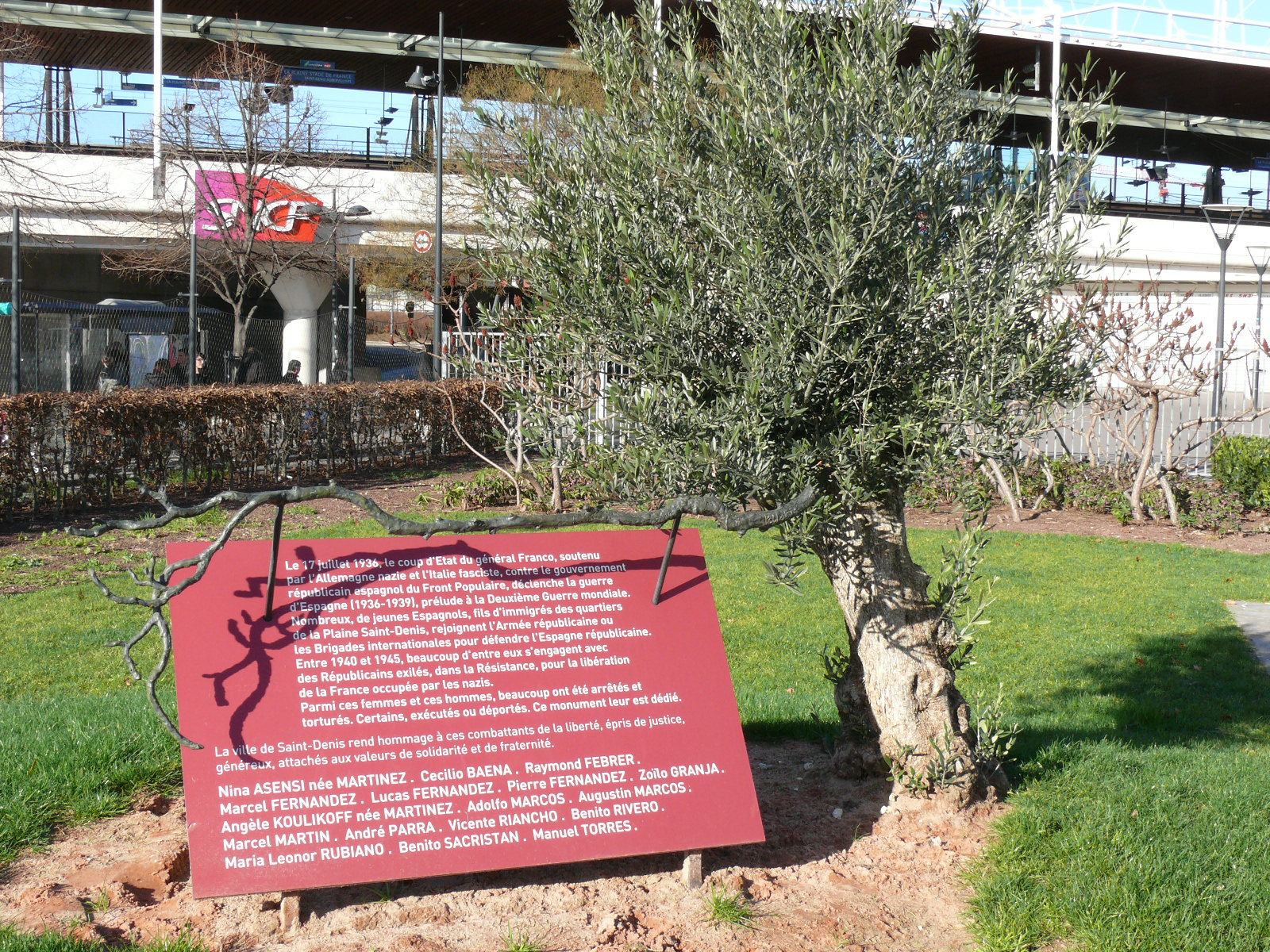
ラ・プレーヌ駅近くにある、スペイン内戦、国際旅団、第二次世界大戦に参加したスペイン人兵士を記念するプレート

1960年代、ヨーロッパ最大の工業地帯であったラ・プレーヌ・サン＝ドニ地区は、脱工業化を伴う厳しい経済危機を経験し、近年回復の兆しが見られる。特に、スタッド・ド・フランスの建設によるイメージと活力によるものである。これ以降、ラ・プレーヌ・サン＝ドニおよびランディ地区の周辺はパリ地方の不動産ビジネスにおける主要活動地となった。2000年代に1000戸以上の住宅が建設され、新しい地区が誕生した。
経済活動はラ・プレーヌ工業の全盛期から深く変化した。いくつかのより所があり、特にジェネロー百貨店の周囲、アルコール・ドックおよび1998年のRER D線鉄道駅の改修、鉄道と直結したジェネラリ、アルセロールなどの企業の開業があげられる。
この地区にはフランス国立工芸院、パリ＝ノール人文科学学校の研修センターがあり、2014年には新たなリセが開校する。
クリスティーノ・ガルシア地区は、ラ・プレーヌ-スタッド・ド・フランス駅近くにあり、スペイン移民が多く暮らすため『ラ・プティット・エスパーニュ』（La Petite Espagne、リトル・スペイン）という別名を持つ。移民の波は、20世紀初頭に化学工業分野の会社で働くためスペインから家族で移住してきたのが発端である。この後、プリモ・デ・リベーラ独裁、スペイン内戦後のフランコ独裁政権成立によって多くのスペイン移民がサン＝ドニ周辺に移ってくるようになり、大きなコミュニティーを形成するにいたった。
オーベルヴィリエとの境界にある、自治体間連合プレーヌ・コミューンは、パリメトロ12号線プルードン-ガルディヌ駅によってフロン・ポピュレール広場へ行ける設備が整えられている。ラ・プレーヌ・サン＝ドニ地区南部はパリ、オーベルヴィリエとのアクセスがよりよい。トラム8号線は最終的に地区を灌漑し、オーベルヴィリエのコンドルセ・キャンパスの端に建設される予定である。

### プレイエル

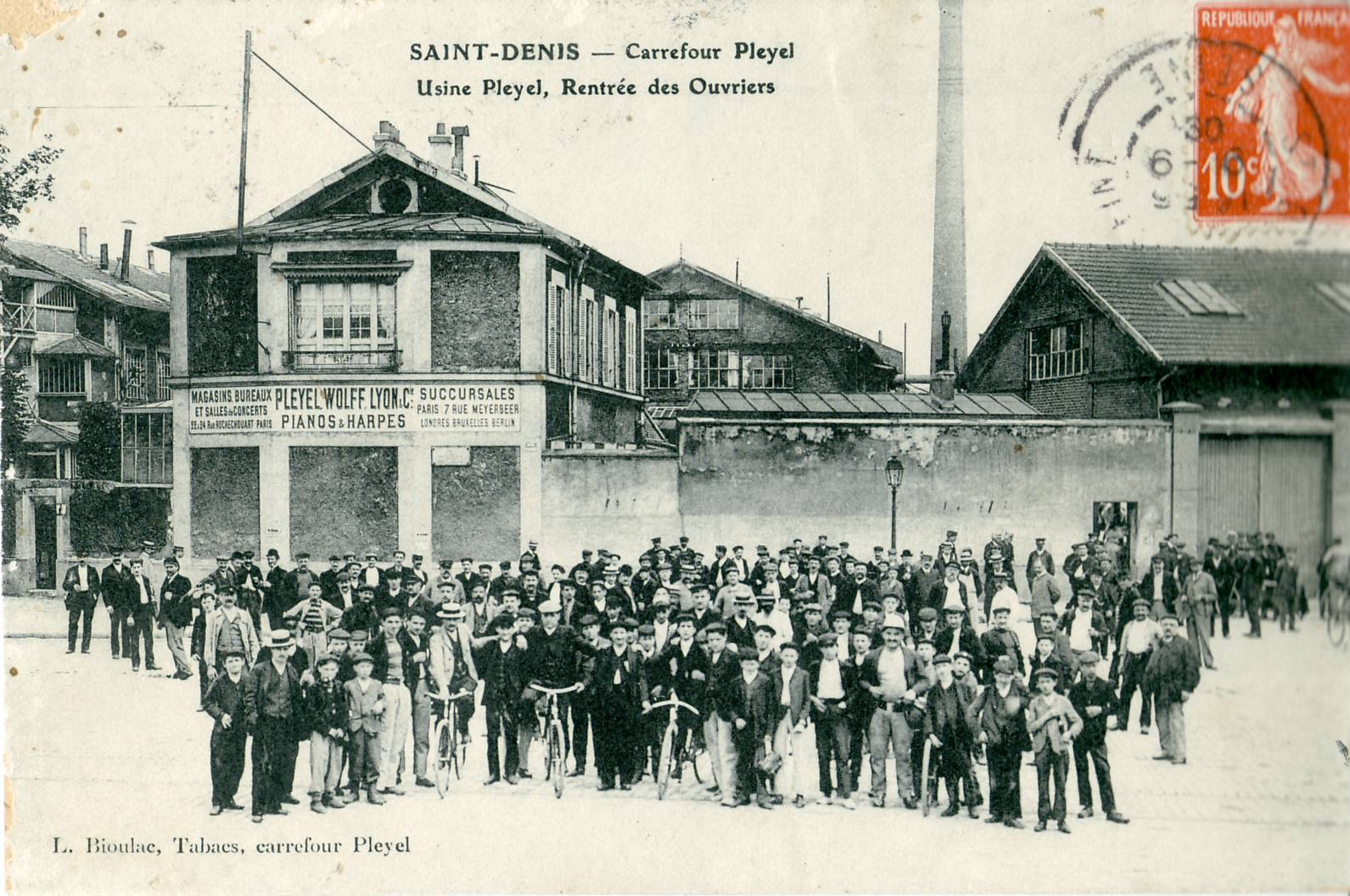
20世紀初頭に撮影されたプレイエル交差点の風景。背景はプレイエル工場

パリ-リール鉄道路線、LGV北線などの鉄道施設によってラ・プレーヌ・サン＝ドニ地区と隔てられたプレイエル地区は、ピアノ・メーカーであるプレイエルの名にちなむ。1807年、イグナツ・プライエルによってこの地で創業された。工場は1960年に閉鎖された（のちアレス近郊で再度操業を開始した）。
この地区はまず第一にトゥール・プレイエル周辺のビジネス地区、次いで住宅地である。この128mのビジネス・タワーはかつてプレイエル工場があった位置に1973年に建てられた。タワーの正面はフランス電力の重要な場所に向いている。2007年より、地区はかつての発電所跡をシテ・デュ・シネマ（fr、リュック・ベッソンが先頭に立つ映画村構想）とする計画を受け入れている。
プレイエル地区は、市内の他の場所の主要道・鉄道駅から孤立しており、サン＝トゥアンの交通を利用する傾向にある。パリメトロの駅は、カルフール・プレイエル駅である。

### コスモノ
コスモノ地区はサン＝ドニの東部地区でラ・クールヌーヴの郊外にあたり、トラム1号線で市中心部と結ばれる。

### バラージュ/アレンド/ドローム
タルタルと呼ばれる一帯はピエールフィットとスタンの間で分割されており、この場所にはパリの国立古文書館が移る予定である。パリ第8大学と、地下鉄ターミナル駅であるサン＝ドニ＝ユニヴェルシテ駅が近い。
西はバラージュ・ド・サン＝ドニ地区である。ここは第一次世界大戦中に爆発したドゥーブル＝クーロンヌ砦があった地であり、パリ交通公団がバス・センターを建設した。
ラッパーのジョーイ・スタールとクール・シェンはアレンド地区の出身である。

### ガール/ドローネ/ベルヴィル

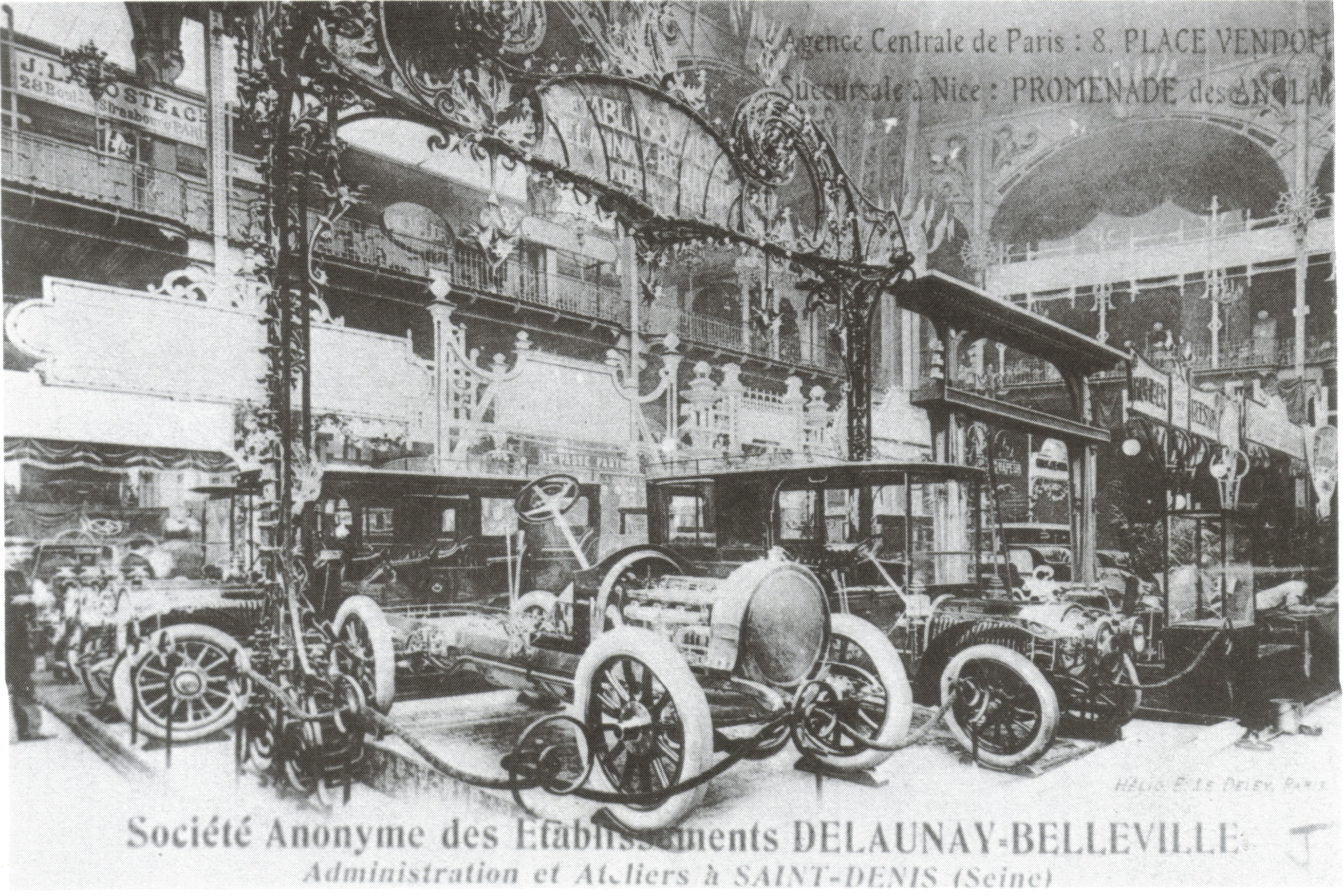
20世紀初頭のドローネ＝ベルヴィル自動車

ガール地区（Gare、駅）は交通を受け入れる。1日60,000人の乗客が利用するRER D線第4の駅で、多くのバスやトラム1号線と接続している（全種類の輸送の結合として、複合モデル輸送の第3の軸である）。
ガール地区はセーヌ川とサン＝ドニ運河とが境界となっている。市内有数の、老朽化した建物が集中する、治安の悪い地区である。しかしながら、標準に達しない住宅を根絶する試みが実を結び始めている。2005年以降、いくつかの新規の不動産計画が地区内を湧かせた。2009年、ジュヌヴィリエへ向けたトラム拡張の計画が結ばれ、ガール地区での操業に衝撃を与えることとなった。かつてシュルズールの工場があった、鉄道駅、運河、セーヌ川にはさまれた場所は、2009年から2013年にかけ新たな市街区ラ・コンフリュアンスに転換された。この地区は、かつてパリ市と共同で50から60隻の船が停泊した運河内のマリーナを含んでいる。
2010年より、ポルト・ド・パリからヴィルタヌーズ、エピネー＝シュル＝セーヌへ向けた新たなトラム8号線の工事が始まった。この新路線は市の北西部でかつて自動車メーカーのドローネ＝ベルヴィル（fr）のあった、大半が公営住宅が占めるドローネ＝ベルヴィル一帯をへ直結することになる。

### ミュテュアリテ/シャン・ド・クルス/ジョリオ・キュリー/サン＝レミ
ミュテュアリテ（相互扶助を意味する）地区は20世紀初頭に生まれ、その名は近隣の労働者に由来する。そこには庭だけのある石工の家々が建てられていた。個人個人の資金捻出が足りず、彼らは目的を達するため資金と人材を相互扶助していたのである。この一帯にはアンリ・バルビュッス通りが横切り、おそらくサン＝ドニで1、2を争う和気藹々とした地区である。スタンとの境界である通りを下ると、そこは郊外の真ん中で新鮮な有機野菜を供給する役割を担う野菜畑である。
ミュテュアリテとジョリオ・キュリー地区の間は快適とはいえない。四車線とA1の溝が断絶しているからである。ドラフォンテーヌ病院はここにある。

### フロレアル/ソーセ/クルティーユ
スタンとラ・クールヌーヴ公園の近くは住宅地である。そこは1962年初頭にできたフロレアル、北のソーセ、南のクルティーユの3地区があり、この地区の周辺の住宅はまばらである。人口はおよそ7500人、地区第一の施設はスタッド・マルヴィルである。

### ポルト・ド・パリ

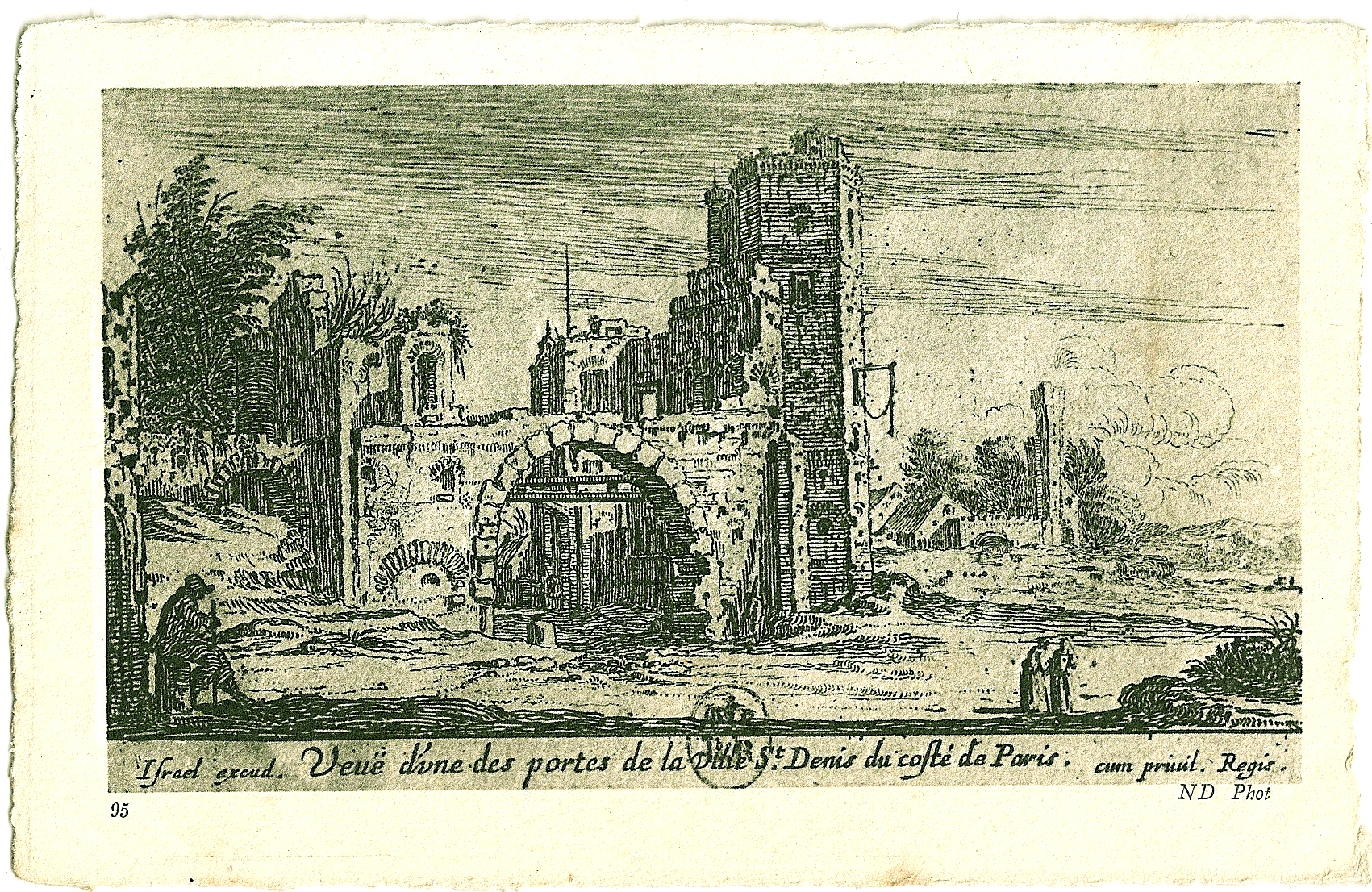
19世紀に描かれたポルト・ド・パリ

ポルト・ド・パリ（Porte de Paris、パリ門）は、サン＝ドニの地区の1つである。数多くある交通の要所であり、コミューン内の都市的景観を中心部のラ・プレーヌ・サン＝ドニ、プレイエル、フラン＝モワザンとに分けている。2000年代の地区北部の建物は古く不衛生であった。
2005年、RN1号線との往来を含む、6つの車線のある巨大なロータリーが誕生した（毎日45,000台近くの車両が通り、そのうち20000台は通過である）。ロータリーの中心には、1976年に完成したバス・ステーション（9路線）、地下駐車場、サービス・ステーション、パリメトロ13号線、運河、A1道路高架橋、プレイエルへの入り口がある。
A1道路が延長し、地下鉄とバス・ステーションが設置されると、ポルト・ド・パリは高速道路のインターチェンジに変換される多くの変化を遂げてきた。都市の主要な中心ラ・プレーヌ・サン＝ドニと市内の他の地区との断絶が生み出されたのである。再建事業は、利害関係者と住民との間で多くの議論が発生したために長期的事業となった。
この地区の将来の話し合いは1996年に始まり、1998年に始まった最初の事業が熱気を帯びた。意見が反映された成果は2000年1月に成立した自治体間連合プレーヌ・コミューンで取り上げられた。中心部へ向かう歩行者とラ・プレーヌ・サン＝ドニへ向かう歩行者の連続性を提供する地区を作る事業は、2005年2月15日に始まり2011年に終了した。
都市計画家アントワーヌ・グリュンバックの支持を受けた自治体と自治体間連合の目的は、住宅、商店、事務所、公共施設のある多様な地区を造ることで、歩行者のためにより多くの相互通行のスペースを提供し、輸送と交通の異なる様式間の往来をよりよくすることにあった。
ポルト・ド・パリ再開発の一環として、地下鉄駅の上に建てられていたバス・ステーションは、2008年にダニエル・カサノヴァ通りに移転した。

## 歴史

### 起源
2世紀、リヨン＝アルフルール間の道が通う場所にカトラクス（Catolacus）という村があった。カトラクスとはガロ＝ローマ語の『ウィクス・カトラクス』（vicus Catolacus、カトラクスの野原）に由来する。
3世紀、イタリアからやってきた少人数の宣教師団が、ガリアにキリスト教の教えを広めるためルテティアへたどりついた。宣教師団の中には、サン＝ドニの初代司教となるドニがいた。6世紀の聖職者トゥールのグレゴリウスは、ドニがモンマルトルで迫害され斬首されたと伝えている。斬首された後もドニの体は切られた自らの頭部を腕に抱えたまま、誰にも止められずに歩き続け、カトラクスの村に着いたところで崩れ折れ、この地に埋葬されたという。
後世、代々のフランス王、王妃、王子たちが聖ドニの埋葬地を詣でるようになり、歴史ある土地としてサン＝ドニ修道院と付属教会が発展していくことになった。

### 市のまち
7世紀初め、ダゴベルト1世が礼拝堂と、475年に建てられたサント＝ジュヌヴィエーヴ修道院を再建した。7世紀には市が見られるようになった。中世から続いたレンディ市は、ヨーロッパ中はおろかビザンツからも商人が集まってきた。毎年開かれたレンディ市では、パリ大学の学長がやってきた大きな儀式を執り行った（彼は、全てのコレージュで必要とされた羊皮紙の展示販売のため、この機会を逃さなかった）。
サン＝ドニの教会は、金銀宝石に富み、636年2月に献呈が行われた。原型の建物は失われたが、1860年に発掘が行われた。メロヴィング朝期の墓が大聖堂の古い後陣の敷石の下から発見され、ダゴベルト王のものと確認された。
ピピン3世（小ピピン）はサン＝ドニ大聖堂においてローマ教皇ステファヌス2世によって戴冠し、769年に修道院内で没した。
845年のヴァイキングによるパリ包囲（fr）では、サン＝ドニも攻撃を受けた。
ユーグ・カペーは、かつてサン＝ドニ修道院の聖職者だった。
1122年にサン＝ドニ修道院院長となったシュジェールはルイ7世の助言者であり、大聖堂の再建を指揮した。彼はルイ7世が聖地へ向かい王国を留守にした際には代わって国を治めた。
ルイ11世は、費用のほぼ全額を負担して、内陣、翼廊、本堂を再建した。

### 12世紀から16世紀

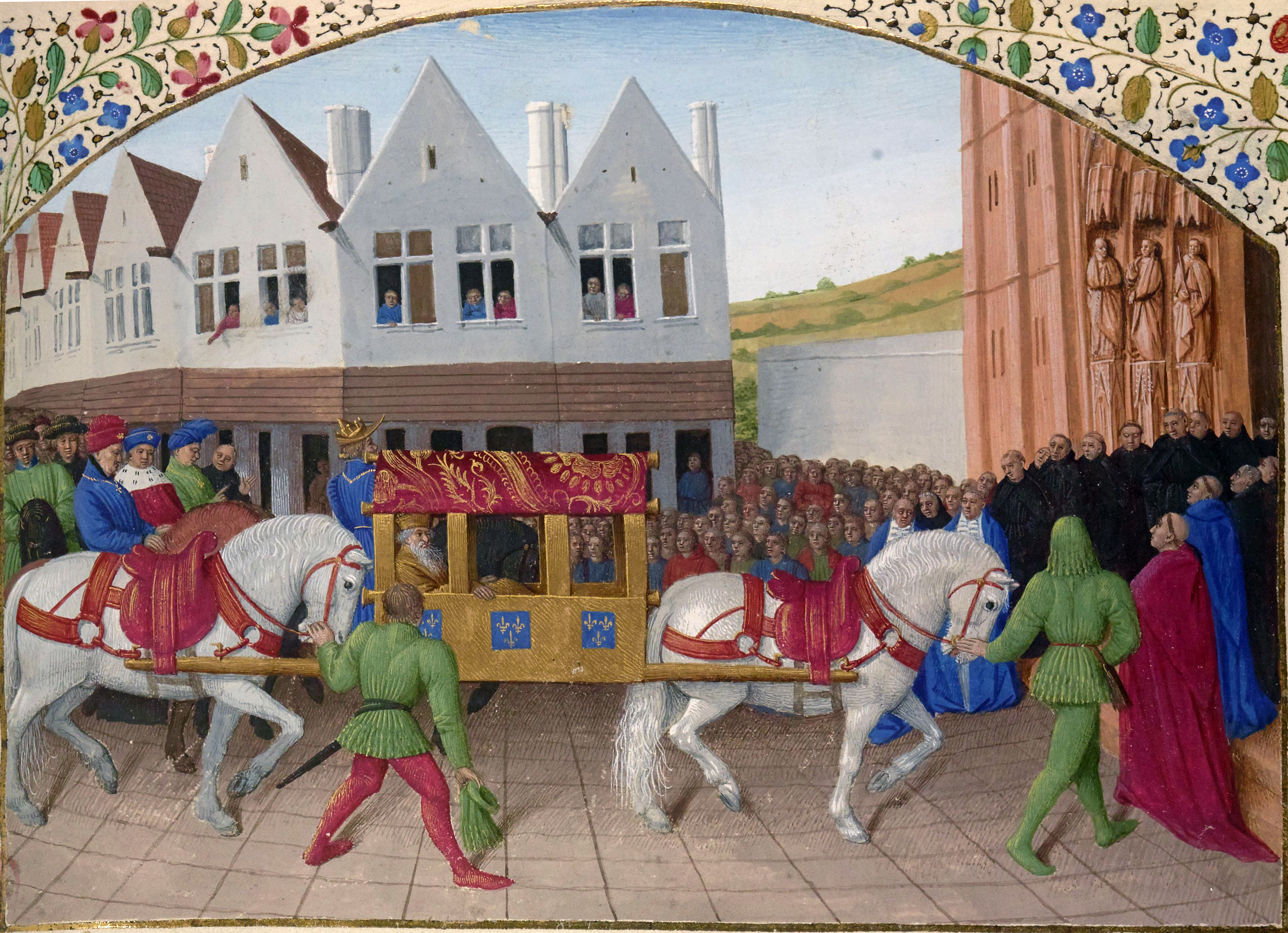
大聖堂へ入る皇帝カール4世と、出迎えの聖職者たち

院長シュジェールはサン＝ドニ住民を農奴から解放し、修道院の拡張と再建を行った。1277年、大聖堂でルイ9世（聖王）の埋葬が行われた。
1377年、神聖ローマ皇帝カール4世がサン＝ドニを訪れた。
シャルル5世は、1380年に死んだベルトラン・デュ・ゲクランを大聖堂に埋葬した。ゲクランの葬送時に大聖堂初めての追悼演説が行われている。シャルル6世はたびたびサン＝ドニを訪れ、アンジュー公ルイ2世の子ルイとシャルルを騎士の列に加えた。
手をかけて防衛がなされていたサン＝ドニは、アルマニャック派とブルゴーニュ派の内戦（fr）時に両派が奪取を繰り返す地となった。
1435年にサン＝ドニを占領したイングランド軍は、大聖堂の金銀や聖器を持ち去った。
ユグノー戦争中の1567年11月10日、サン＝ドニの戦いで、カトリック同盟軍とユグノー同盟軍が衝突した。ユグノー同盟軍は破れ（それでも彼らは大聖堂の宝物を奪い、墓をあばいた）、アンヌ・ド・モンモランシーが戦死した。
サン＝ドニはリーグ戦争でも被害を受けた。1590年7月、アンリ4世に降伏し、1593年に彼は大聖堂内において新教を棄教した。16世紀にまちは衰退を始め、17世紀に流行が逆転し宗教施設が数箇所設置されるまで、人口が2500人を下回った。マリー・ド・メディシスは大聖堂で聖香油を塗られ戴冠している。

### 17世紀から18世紀

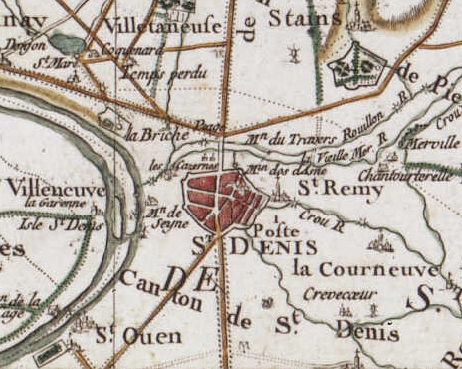
1780年代に描かれたカッシーニ地図におけるサン＝ドニ

1648年、品行方正な乙女を1年間教育する6つの機関が設置され、現在まで続いている。フロンドの乱ではまちは略奪され人々が殺され、女性は強姦され、建物には放火された。ルイ14世はサン＝ドニに紡績や染色を行う製糸工場を設置した。
1756年、サン＝ドニの人里離れた場所に、スイス傭兵（ギャルド・スイス）のための兵舎がシャルル・アクセル・ギヨーモによって建てられた。ルイ15世は、サン＝ドニのカルメル会派修道院に入った娘ルイーズ・マリー王女を訪問するため頻繁にまちを訪れた。また彼は、しばしばまちを横切ってプレーヌ・ド・フランス地方への狩猟へ向かった。
フランス革命期の1792年、サン＝ドニ大隊が組織され、ジュマップの戦い（fr）で王党派に対する共和派（国民公会）の勝利に貢献した。
1793年9月17日、新政府（国民公会）によってサン＝ドニは改名させられ、フランシアード（Franciade）と1800年まで呼ばれていた。総裁政府の後、統領政府（執政政府）は、大聖堂に埋葬されている王族の墓の破壊を命じた。これが王家の墓が冒涜された時期であった。

### 19世紀から1939年

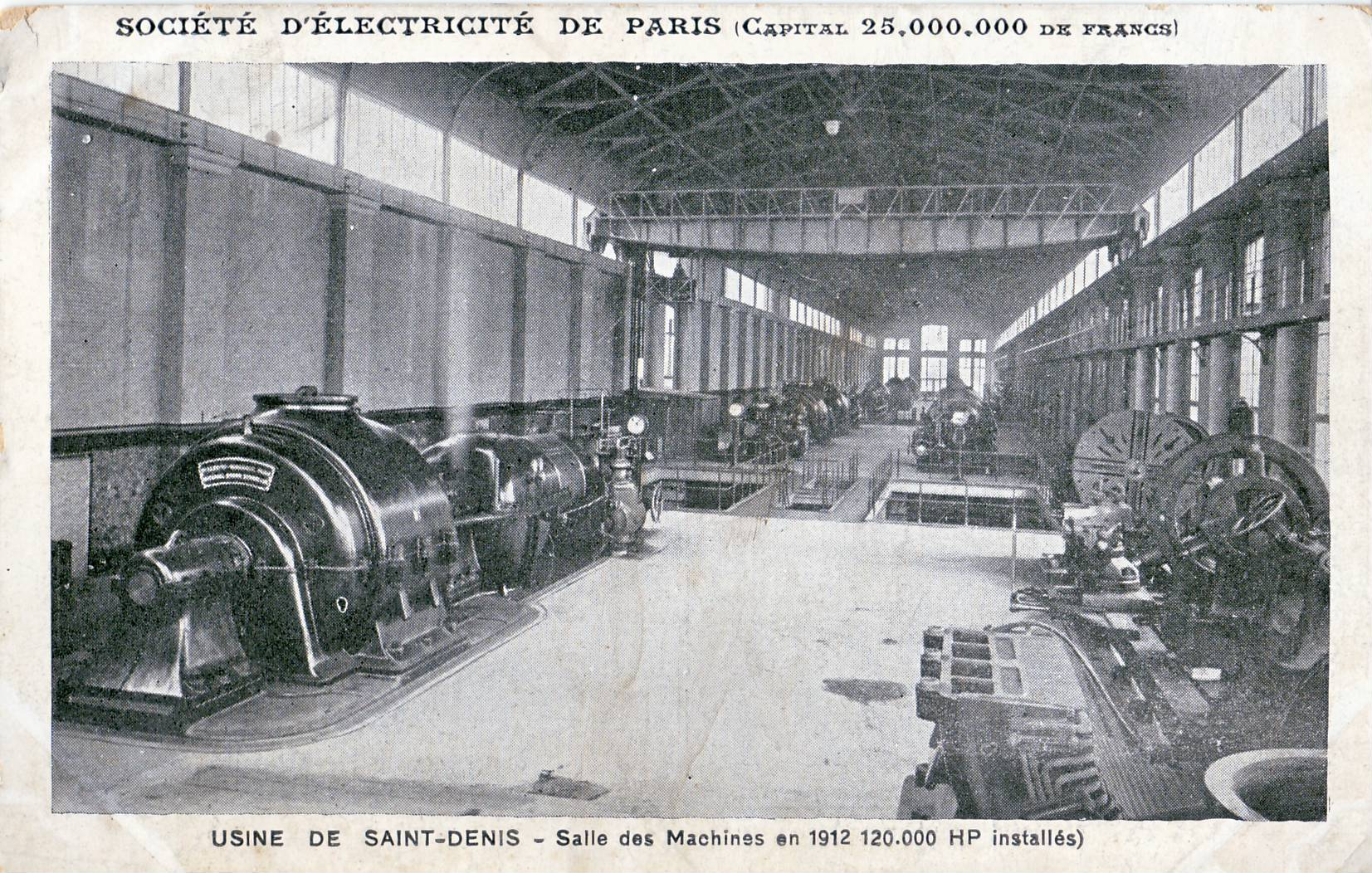
1912年に撮影されたサン＝ドニの発電所

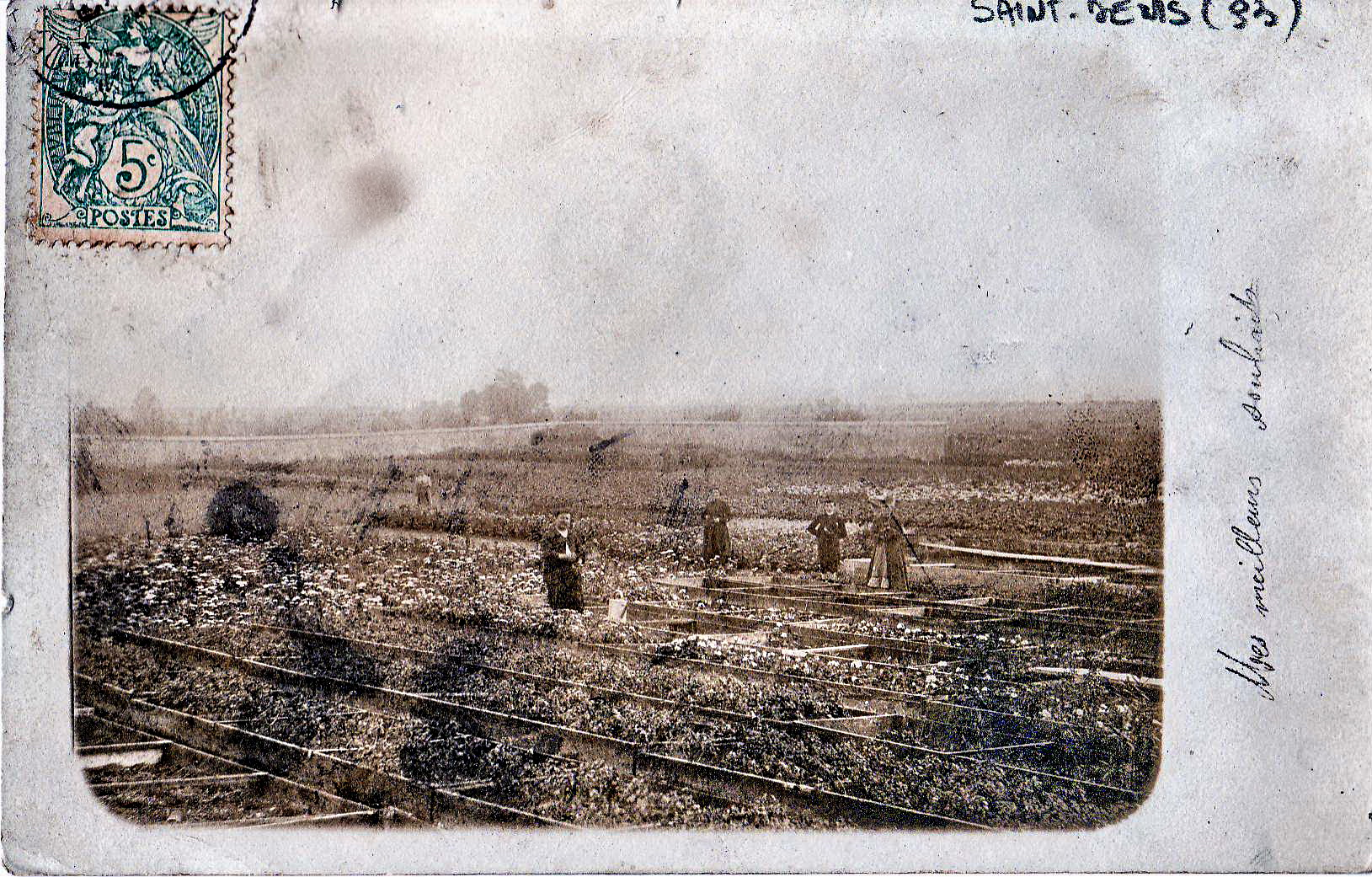
かつてサン＝ドニでは園芸農業が重要であった。現在でもタルタル地区の農家が畑作を行い、サン＝ドニのマルシェに卸している。写真は第一次世界大戦前のサン＝ドニで撮影された園芸農業の様子

1806年、ナポレオン1世は法令により、歴代の王たちの埋葬地として献呈された教会を廃止し、司教座から60歳以上の聖職者たちを退去させ、レジオン・ドヌール勲章受章者の娘たちを教育する学校の設置を承認した。
1814年、ナポレオンによるフランス帝国の終焉が迫り、第六次対仏大同盟の軍隊に急襲されたサン＝ドニはブルボン家支持を宣言した最初の土地となった。ブルボン家による復古王政後の1815年、サン＝ドニは、かつての支援者たるブルボン家の王冠後継者に同様の"愛の印"を贈った。1817年、ルイ18世は、1793年に大聖堂内から取り除かれた王たちの亡骸を元の場所に戻すよう命じた。
1852年、ナポレオン3世は大聖堂内の礼拝堂でサン＝ドニ大聖堂の教区司祭と面会した。12世紀から13世紀の年代の教会が、1858年以降聖域として元の状態に回復されたのである。
普仏戦争中の1870年、特にパリ包囲戦時期、サン＝ドニは戦略上重要な地であった。サン＝ドニはパリ北部の防衛線上に位置していたためである。要塞の一部はほとんどが始終敵からの攻撃にさらされたドゥーブル・クーロンヌ砦だった。砦は包囲戦中に戦火から守り、ピエールフィット、スタン、ル・ブルジェ方面への出撃から防衛していたのである。コミューン内への爆撃で大きな被害があったが、防衛施設への打撃は加えられなかった。
19世紀後半、貿易、工芸、農業が重工業へその場を明け渡した。世紀末にはサン＝ドニに80の工場があり、そのうちの最古のものは1784年からある金属加工工場だった。
1896年、最初の自治体選挙が行われ、社会主義者が当選した。（旧）フランス社会党（略称SFIO）の分裂後、1920年代のサン＝ドニは左翼のまちとなった。サン＝ドニの工業は、ブルターニュやスペイン（特にスペイン内戦時期）からの移民の急増をもたらした。この労働者のまちでは、1930年代の経済危機とともに生活環境がさらに悪化していった。
| 「 | フランス歴代国王たちのまちでは貧困層の割合が高い。4000人以上の失業者がいる。1000人以上のサン＝ドニ住民が不衛生な住宅で暮らす。結核患者や幼児の死亡率が記録的に高い。（中略）これは、フランス人民戦線政権の『パン、平和と自由』方針が広く承認されていることを意味する。1936年6月5日、我々のストライキに参加した会社は98社を数えた。 | 」 |

とオーギュスト・ギヨは述べている。ストライキから2日後、パリのオテル・マティニョンにて、労働組合とフランス政府の間でマティニョン協定が締結された（休暇の取得、週40時間労働、団体交渉権が認められた）。
1930年まで、共産主義者の市長が選出された。共産主義市長として最後の人物は、ジャック・ドリオで、彼は1934年にフランス共産党から離れている。彼は1937年、フェルナン・グルニエ率いる人民戦線のリストにより罷免された。
サン＝ドニは3つの地区に分けられる。
- 工業地区 - 南部
- 住宅地区 - 北西部。ナチス・ドイツ占領から解放後、公営住宅が建てられた広大な地域
- 商業地区 - マルシェ・ホールのある場所。かつては乞食の留置所だった。

### 第二次世界大戦
- 1940年6月13日、ドイツ軍がサン＝ドニへ入った。サン＝ドニにいた2897人のフランス人兵士たちが捕虜としてドイツの収容所へ送られた。当時の市長は、ジャック・ドリオ政権の一員、マルセル・マルシャルであった。6月15日より、妨害活動の最初の調査が始まった。11月25日、市役所はレピュブリック通りの名をマルシャル・ペタン通り（フィリップ・ペタン元帥通り）に改名した。12月6日、オーギュスト・ドロームがレジスタンス活動容疑で逮捕され、アンクール収容所へ送られた。彼は収容所から脱走するものの再び拘束され、1943年に拷問の末死んだ。
- 1941年2月27日、1人のドイツ兵が2人のサン＝ドニ住民によりサン＝ドニ運河の中へ投げ込まれた。5月14日、市警察による初のユダヤ人一斉摘発が行われた。5月15日、非合法化されていたフランス共産党指導部によって、『フランス自由独立人民戦線』（Front national pour la liberté et l'indépendance de la France）がサン＝ドニでつくられ、政治的傾向の異なるメンバーの再結集を募った。いくつかの社会主義者グループはリベラシオン＝ノール（fr、フランス北部の占領地帯解放を目指すレジスタンス運動）に加わった。そのうちの1人は、2人のユダヤ人少女たちを救出したリュシアン・ブリオである。12月13日、マルセル・ポールが逮捕された（彼はのちにド・ゴール政権で閣僚となる）。
- 1942年4月14日、ホチキス工場で妨害行動が行われた。この工場は積極的にドイツの占領体制へ共謀しており、週60時間もの労働が行われていた。5月29日、サン＝ドニで暮らすユダヤ人たちが、黄色い星を身につけるよう強いられた。10月、カズヌーヴとドローネが強制労働のためドイツへ送られたことに抗議し、複数のホチキス工場でストライキが発生した。
- 1943年10月23日、元サン＝ドニ市議会議員で、金属加工業の労働者総連盟（fr）の書記であったデジレ・ルレが、強制収容所からの逃亡の果てに死亡した。5月から6月、サン＝ドニ解放委員会が産声を上げた。5月27日、ジャン・ムーランが全国抵抗評議会の初めての会合を開き、その中に1937年に市議会議員となったオーギュスト・ギヨがいた。7月14日、数百人の人々によってデモが組織され、『フランス万歳』（Vive la France）を叫んだ。密告によって35人の若者たちが刑務所へ送られた。
- 1944年、4月21日、6月22日、8月2日、8月7日、ラ・プレーヌ地区を中心とした爆撃が行われた。355人が死亡し、100人が住む場所を失った。8月17日、アンリ・ビュリヤールは市内で訓練していたレジスタンスに一員に銃撃された。彼は250人から300人の義勇遊撃隊員たち、ロジェ・セマのパルチザンたちから支持された。8月18日、バリケードが築かれた。橋、鉄道駅、ガス工場、発電所がレジスタンスの特別監視下に入った。8月20日午前8時、地元解放委員会の命令で市庁舎が占拠された。8月27日、ルクレール将軍の軍がサン＝ドニに入った。

### 大戦後
解放後のサン＝ドニは、国全体と同じく主要な経済発展が起きた。特に広い分野にわたる産業（金属加工、機械部品、グラフィック・アートなど）や数多くの機関に特筆された。ランディ・ガス工場も含まれる。
経済成長と人口増加で多くの集合住宅が建てられた。これによりいくつかの地区に存在したスラムが解消された。1948年から1973年までに、10,000以上の公営住宅がサン＝ドニに建設された。
しかし、1970年代から1980年代の経済危機に見舞われたサン＝ドニはひどく打ちのめされた。安い家賃とパリへの近さにひかれ、多くの移民がサン＝ドニの集合住宅へ移り住んだ。ラ・プレーヌ・サン＝ドニ地区はヨーロッパ最大の工業地帯であり、大陸における最大の茶色の荒地であった。
1980年、サン＝ドニは再編成され誕生したパリ第8大学の校舎移転を歓迎した。

### 1998年以降
1998年1月28日のスタッド・ド・フランスのオープンから、コミューンは再び厳しい経済危機（特にラ・プレーヌ・サン＝ドニ地区の）を経験することになった。スタッド・ド・フランス周囲での活力は1998年フランス・ワールドカップの波及効果によってさらに強まった。この活力は2000年代までラ・プレーヌ・サン＝ドニ地区を中心として数県にまたがった構造だった。自治体間連合プレーヌ・コミューン（fr）の誕生である。2005年以降にこの連合に含まれたのは、サン＝ドニ、オーベルヴィリエ、ヴィルタヌーズ、ピエールフィット＝シュル＝セーヌ、エピネー＝シュル＝セーヌ、リル＝サン＝ドニ、スタン、ラ・クールヌーヴら8コミューンであった。
スタッド・ド・フランスそのもの以上に、新たなイメージがサン＝ドニに与えられた。ワールドカップのイメージが存続する一方で、パリメトロ13号線が拡張されサン＝ドニ＝ユニヴェルシテ駅ができたのである。
1998年のワールドカップ開催以降多くの競技会を経験し、コミューンはパリ市が立候補した2012年夏季オリンピック招致の切り札として関係することになった。しかし、フランスの招致失敗が、ヴィルタヌーズとサルセルへ向けたトラム計画といった特定の活動を損なわせた。
2003年、パリとともにサン＝ドニはヨーロッパ社会フォーラム（世界経済フォーラムの大陸別フォーラムの1つ）を迎えた。
2007年9月から10月にかけ、サン＝ドニはラグビー・ワールドカップの開催地の1つとなった。
2015年11月13日、スタッド・ド・フランス周辺でパリ同時多発テロ事件の第一波が発生。さらに同年11月18日、サン＝ドニ市内の歴史的中心部への（同年11月13日に発生したパリ同時多発テロ事件と直接つながる）武装攻撃が発生し、ニュース速報で報じられることとなった。

## 人口統計
| 1962年 | 1968年 | 1975年 | 1982年 | 1990年 | 1999年 | 2006年 | 2011年  | 2013年  |
| ------ | ------ | ------ | ------ | ------ | ------ | ------ | ------- | ------- |
| 94,264 | 99,268 | 96,132 | 90,829 | 89,988 | 85,832 | 97,875 | 107,762 | 109,343 |

: · 

## 交通

### 交通基盤

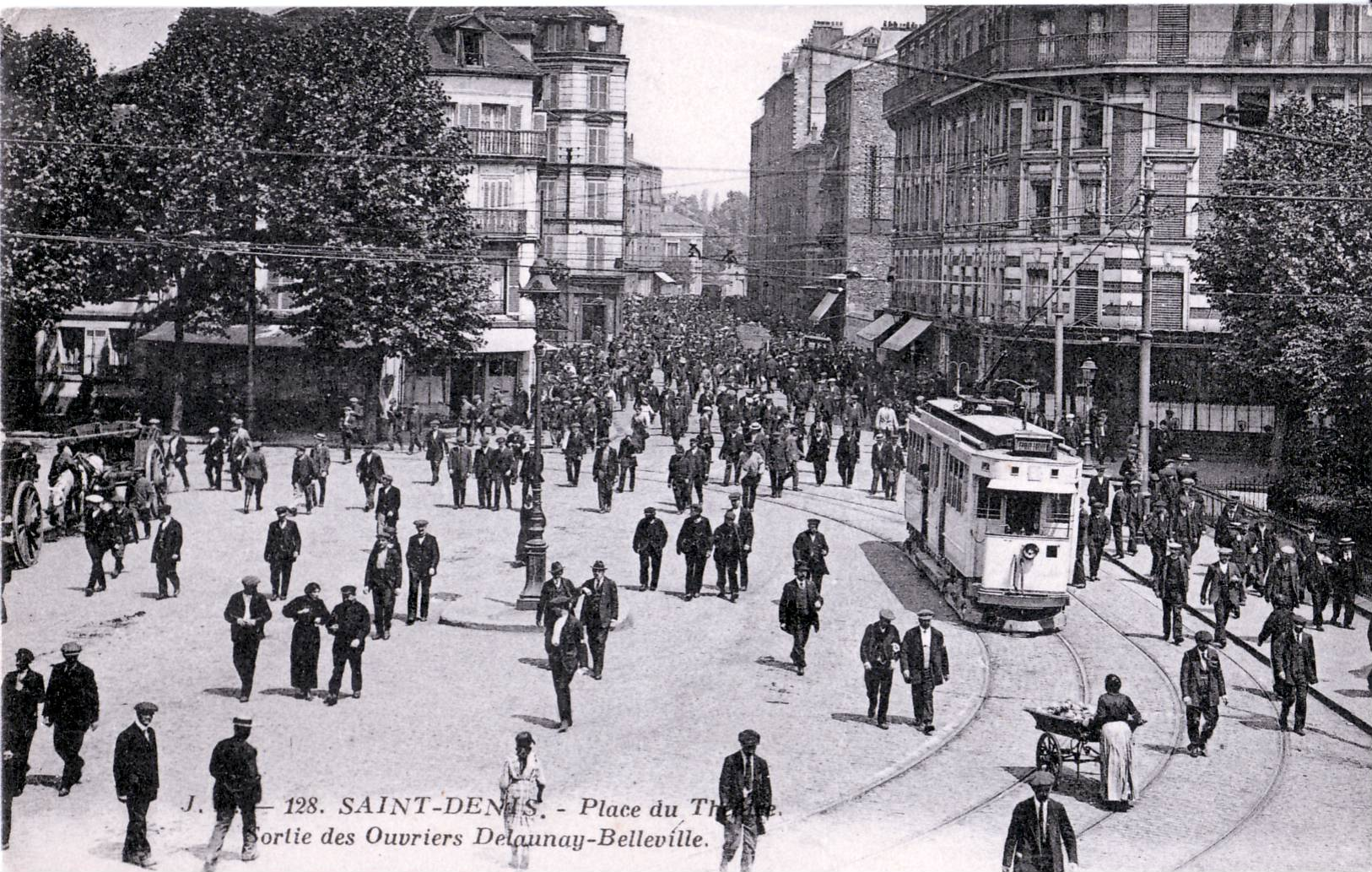
20世紀初頭のサン＝ドニ、テアトル広場を撮影した絵葉書。アンギャン＝トリニテ・トラム路線が見える

サン＝ドニにはペリフェリックと同様、A1とA86が通じている。また、フランス国道N1、N14、N186が横断する。
いくつかの鉄道が、3つの鉄道駅に地下鉄路線、トラム路線と束になって市に連結する。
市の西の端をセーヌ川が流れる。そして旧市街とラ・プレーヌ・サン＝ドニ地区の間をサン＝ドニ運河が通る。川港はその重要性を失っているが、運河はいまだサン＝ドニで港湾施設を維持しており、コンクリートの倉庫とつながっている。
サン＝ドニは、シャルル・ド・ゴール空港およびル・ブルジェ空港とA1を通じてアクセスが容易である。

### コミューンの交通
20世紀初頭、サン＝ドニは近隣都市との間をトラム路線で結ばれていた。エピネー＝シュル＝セーヌ、アンギャン＝トリニテ、ピエールフィット、スタン、オーベルヴィリエ、ヴィルヌーヴ＝ラ＝ガレンヌ、サン＝トゥアン、パリとの間を結んでいたこれらの路線は1938年以前に廃止された。
鉄道路線とサン＝ドニ駅が開業したのは1846年である。しかしプレーヌ・サン＝ドニ駅、スタット・ド・フランス-サン＝ドニ駅、ラ・プレーヌ-スタッド・ド・フランス駅は近年の開業である。
パリメトロ 13号線は1952年にカルフール・プレイエル駅が開業したのを皮切りに、1976年にバシリク・ド・サン＝ドニ駅まで、1998年にサン＝ドニ＝ユニヴェルシテ駅が開業した。
1992年よりトラム1号線が開通した。
RATPバス路線が複数ある。

## 経済
1975年から1995年まで、サン＝ドニはラ・プレーヌ・サン＝ドニでの大きな工業危機を経験していた。音声・映像スタジオの成長は、この分野におけるコンテンツ製作のための重要な国の中心地であり、流出を補うことができなかったのである。コミューン相互の意識のつながりが、プレーヌ・コミューン創設となり、スタッド・ド・フランス建設がこれを強力に後押ししたのである。
2000年代、スタッド・ド・フランス周囲に新しいサービス企業ができた。それをきっかけに雇用が急激に上昇した。2007年1月1日現在で、68,000の公私にわたる事業があった。これは工業が盛んだった時代のレベルに達していた。10年間でサン＝ドニの会社は462社増えた。フランス国鉄本社も所在する。
しかしサン＝ドニ住民ばかりが雇用されるわけでないため、依然として失業率は高い（2007年で約21%）。
2005年におけるサン＝ドニ市予算は、1億8300万ユーロであった。

## 政治
サン＝ドニは歴史的に共産主義左派の、サンテュール・ルージュ（ceinture rouge、赤いベルト地帯）に属するコミューンである。2008年の自治体選挙において左派は分裂し、与党・共産党は社会党との予備選挙に直面した。SAINT DENIS POUR TOUSの連立名簿は、社会党、緑の党、MRC、左翼労働者党が多数を占め、自治体選挙の2次選挙を勝ち抜いた。フランス社会党は野党にとどまり、いかなる協定も拒否すると決めた。

## 教育

### 高等教育・研究機関等

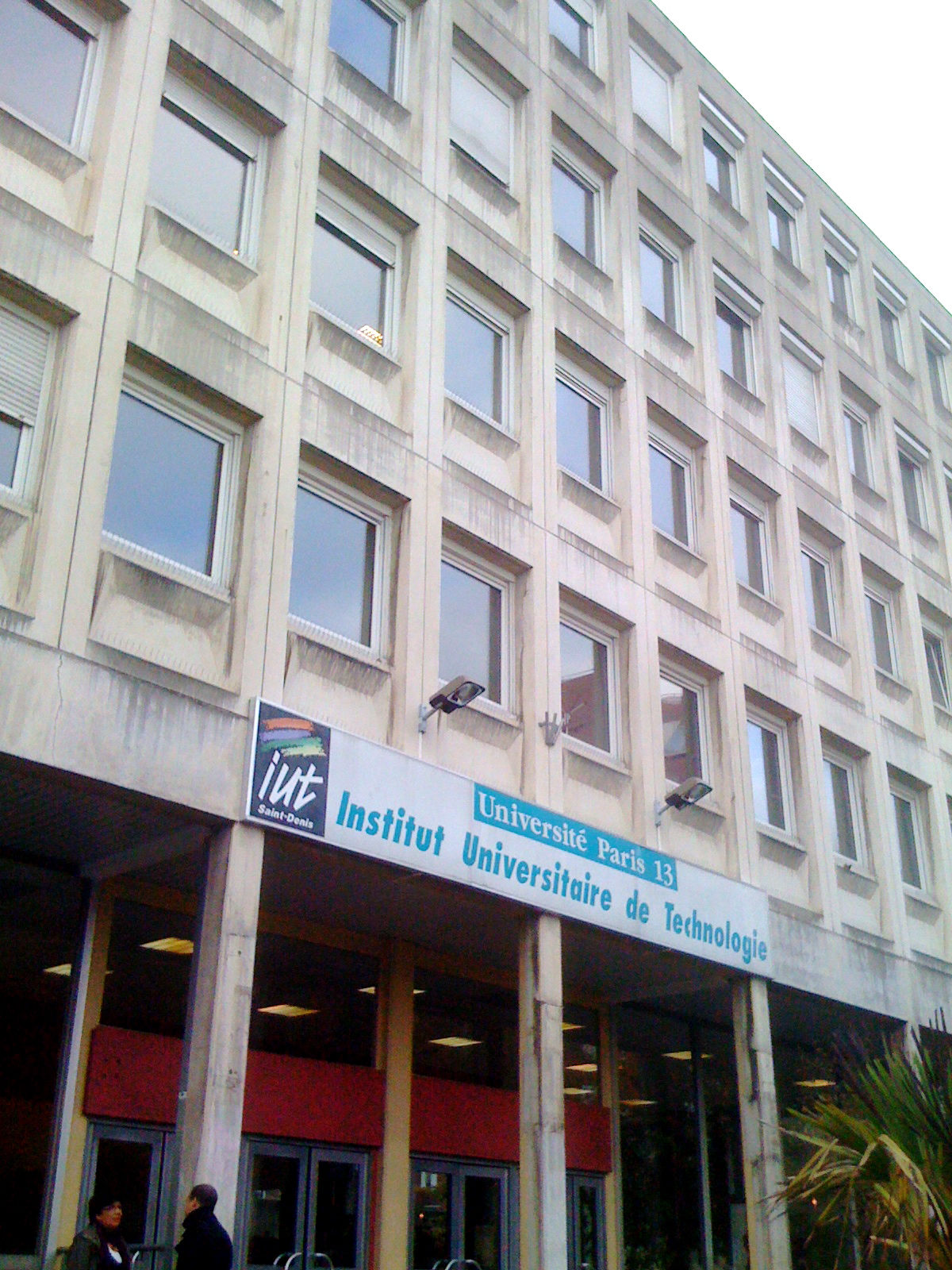
IUT サン＝ドニ工科（短期）大学

- グランゼコール準備級 (CPGE、予備大学)
  - 社会科学系CPGEがリセ・ポール＝エリュアール (Lycée Paul-Éluard) に、人文科学系CPGEがレジオン・ドヌール学校 (Maison d'éducation de la Légion d'honneur) にある。
- パリ第8大学 (université Paris VIII)
- サンドニ工科短期大学 (パリ第13大学附設サン＝ドニ工科短期大学、IUT de Saint-Denis, Institut universitaire de technologie de Paris XIII (Saint-Denis))
  - IUT とは、フランス各地の大学に附設されている2年制の技術系ないし工業系大学あるいは短期大学。
  - パリ第13大学にはIUTが3つ附設されており、サン＝ドニ校はその1校。
- クレテイユ大学区教員養成学校 (クレテイユ大学区師範学校、École supérieure du professorat et de l'éducation de l'académie de Créteil)
  - フランスの大学など公的高等教育機関は、通学圏や住所地で大雑把に区切ったそれぞれの大学区ないし教育区に属していて、これは「クレテイユ大学区（アカデミー・ド・クレテイユ）」に属する小学校教員養成を目的とした学校。
- フランス国立工芸院 (Conservatoire national des arts et métiers)
  - 本部はパリ3区。
- 国立文化遺産研究所 (国立文化財研究所、Institut national du patrimoine) 
  - 国立古文書学校からの進学課程でもある。
- 人間科学館パリ北 (Maison des sciences de l'homme Paris Nord)
  - 社会科学や人文科学といった総合人間学の教育・研究省設立研究横断機関。本部の人間科学館財団はパリ6区にある。国立科学研究センターの下、近隣のパリ第8大学、パリ第13大学などとも提携している。
- 国立ルイ＝リュミエール高等映像学校 (École nationale supérieure Louis-Lumière) 
  - リュック・ベッソンにより設けられたシテ・デュ・シネマ (Cité du Cinéma) 内にある、映像技術や映像美術に携わる映像技術者ないし専門家の養成校。近隣のパリ第8大学やパリ第13大学などとも提携している。
- エコール・ド・ラ・シテ (École de la Cité)
  - 2012年、同様にシテ・デュ・シネマ内にリュック・ベッソンにより設けられた映像技術者養成校。

## 治安
サン＝ドニ警察区の犯罪発生率は全国平均より非常に高く、住民1000人あたり150.71件が発生する（全国平均は1000人あたり83件、県平均は1000人あたり95.67件）。警察の事件解決率は19.82%で、県で最も悪い。
2015年11月13日、パリ同時多発テロ事件の第一波がスタッド・ド・フランス周辺界隈で発生した。

## みどころ
- サン＝ドニ大聖堂
- スタッド・ド・フランス
  - ミーティングアレヴァ
- レジオン・ドヌール学校
- 仮面の家
- ウルスラ会修道院
- カルメル会修道院 - 現在は歴史芸術博物館
- サン＝ドニ・ド・レステレ教会
- フランソワ・コワニェ (fr) による世界で最初の鉄筋コンクリート造りの家建物 (fr, 1853年) - モダニズム建築#新技術による作品例参照。同様に1870年鉄筋コンクリート造りのコワニェ工場の労働者住宅 (fr) もサン＝ドニにある。双方とも1998年に歴史記念物指定された。
- リュマニテ社旧本社

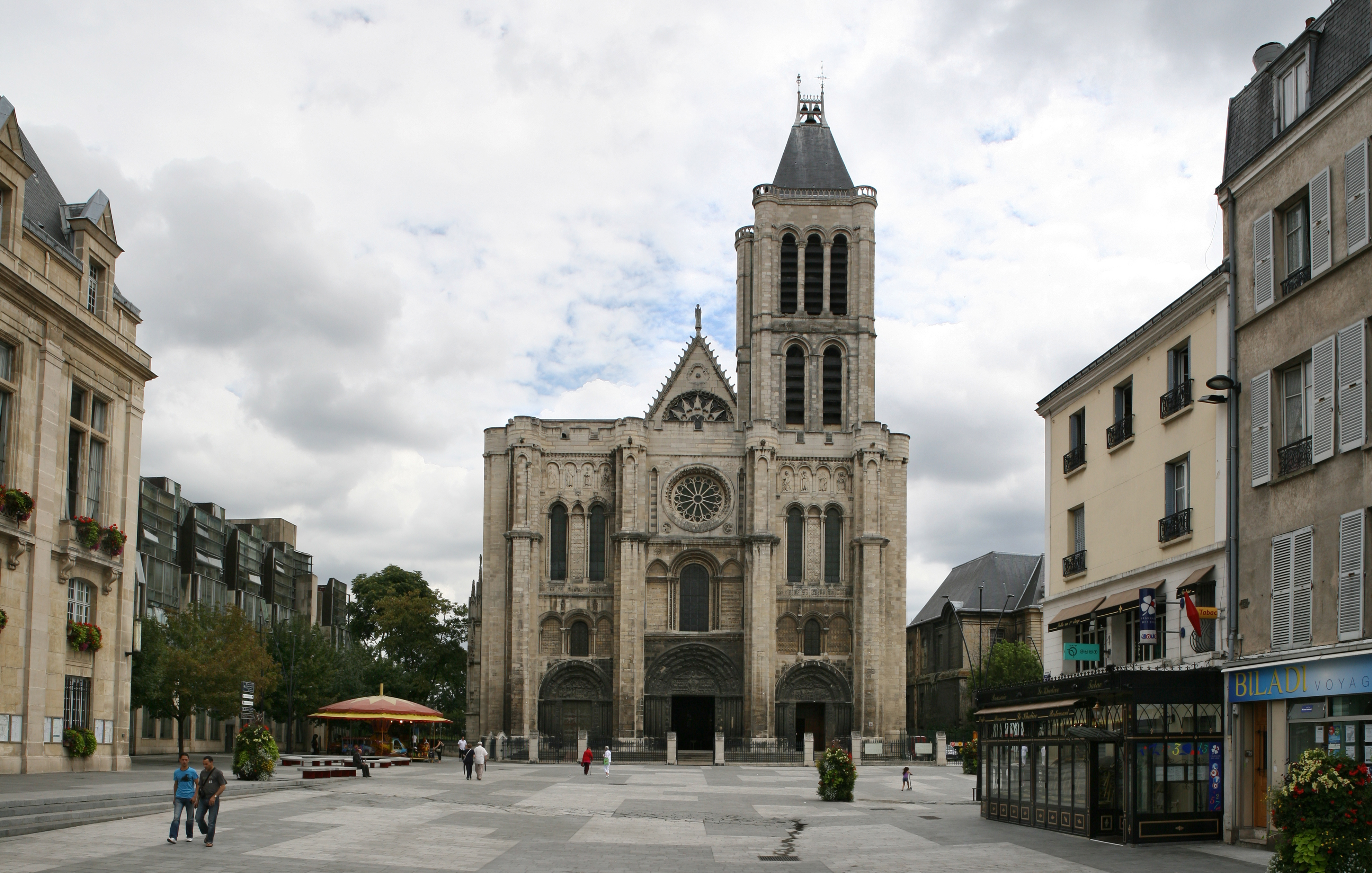
大聖堂西ファサード
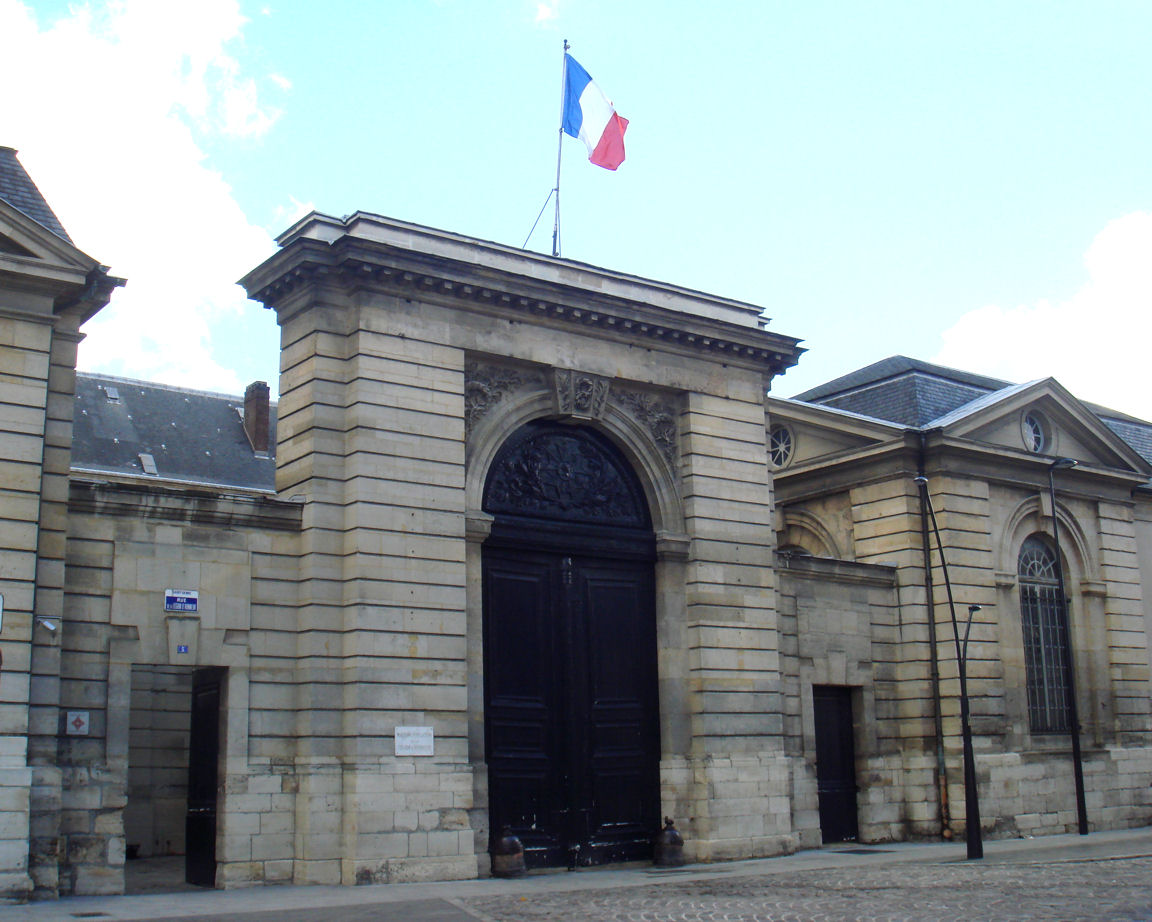
レジオン・ドヌール学校
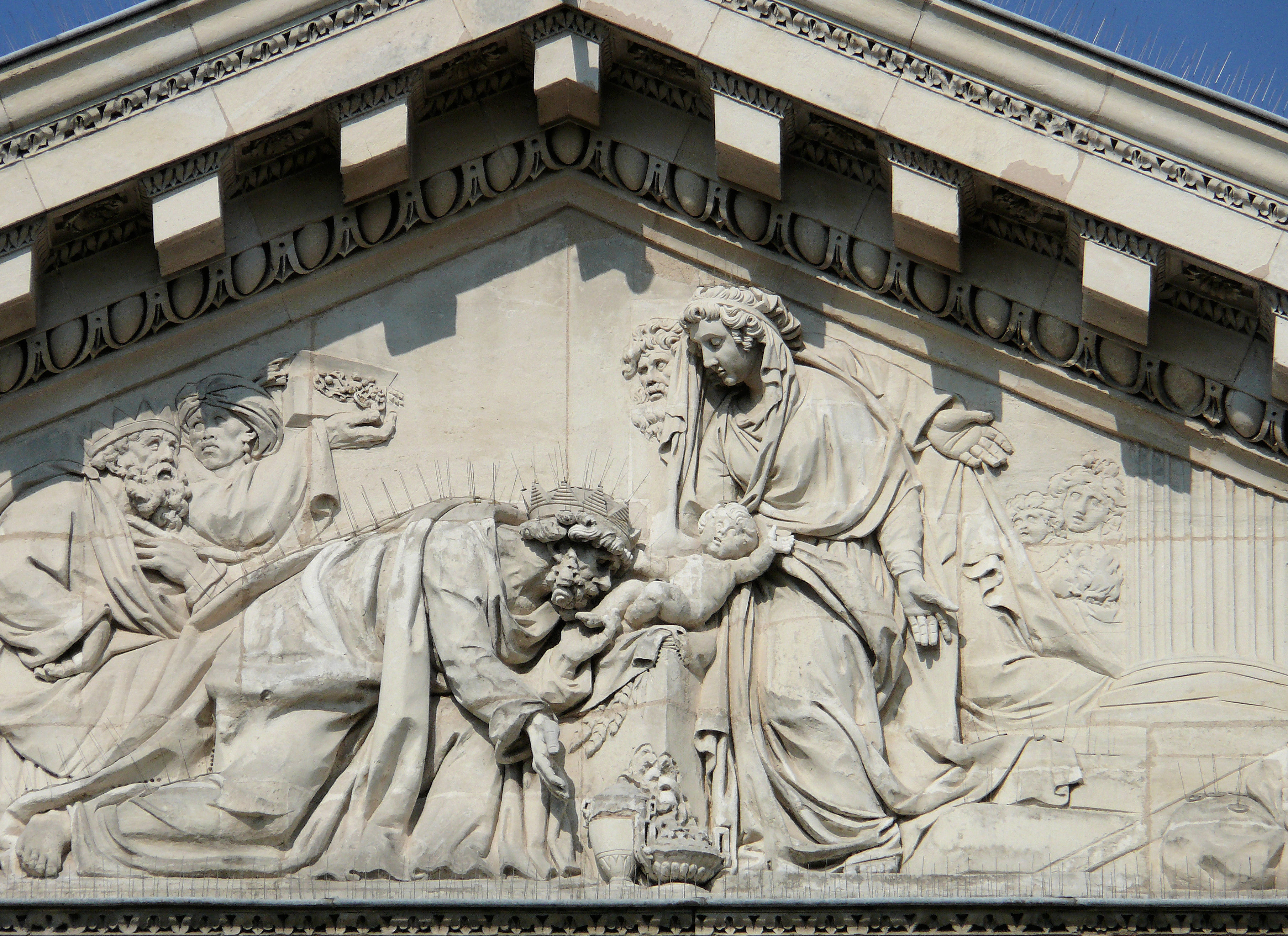
カルメル会修道院のティンパヌム
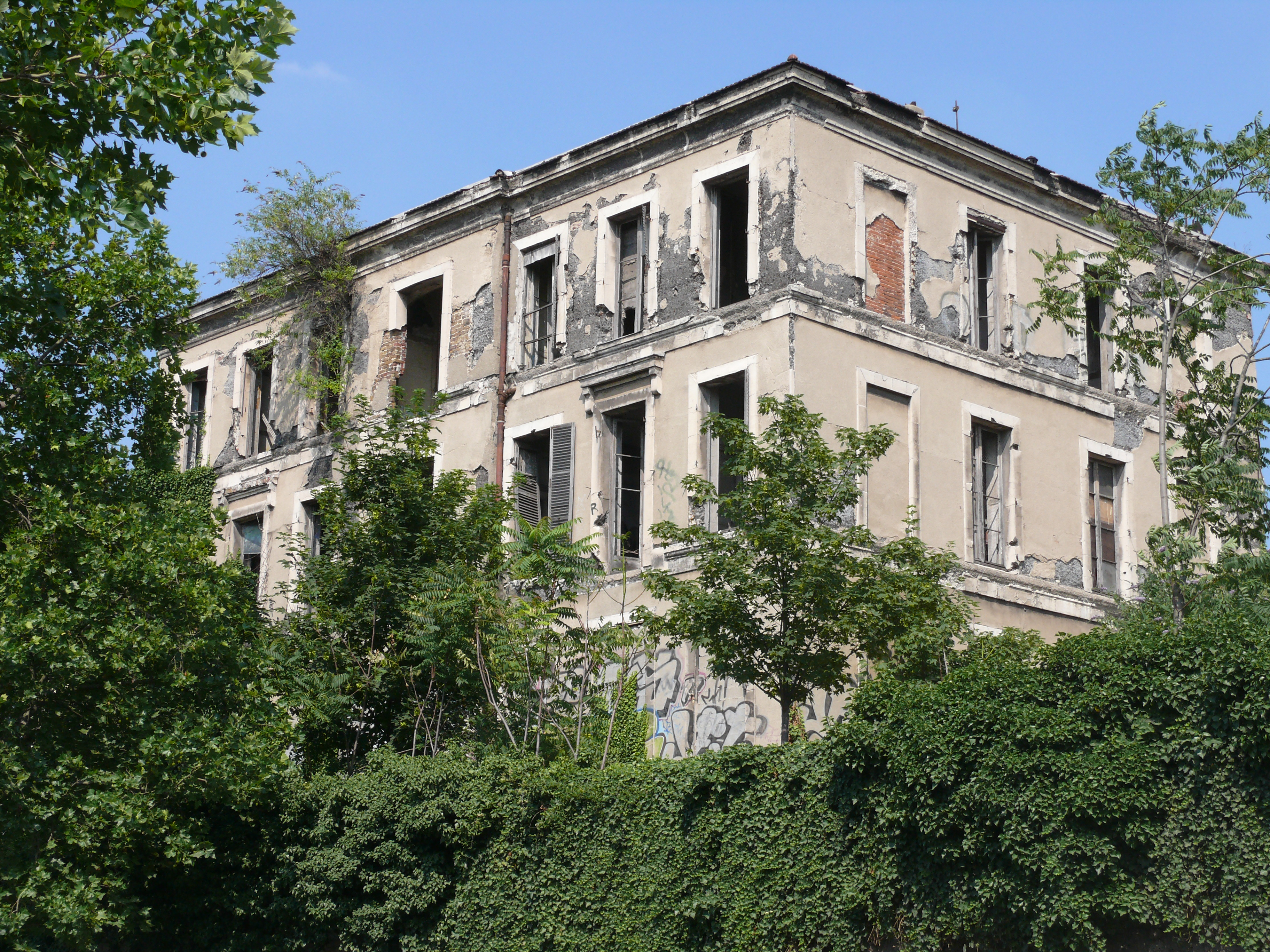
フランソワ・コワニェの家, 1853年
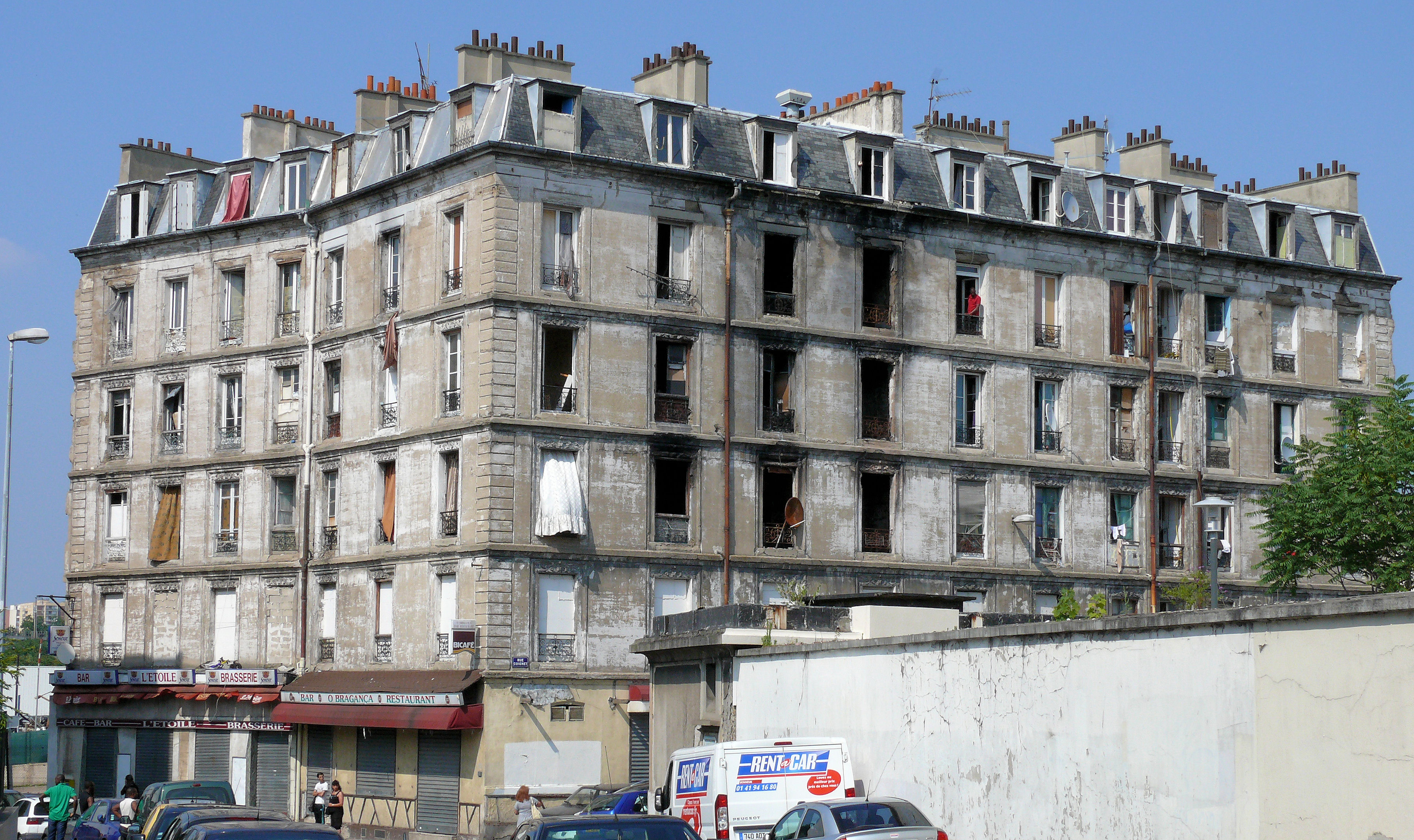
コワニェ工場の労働者住宅, 1870年
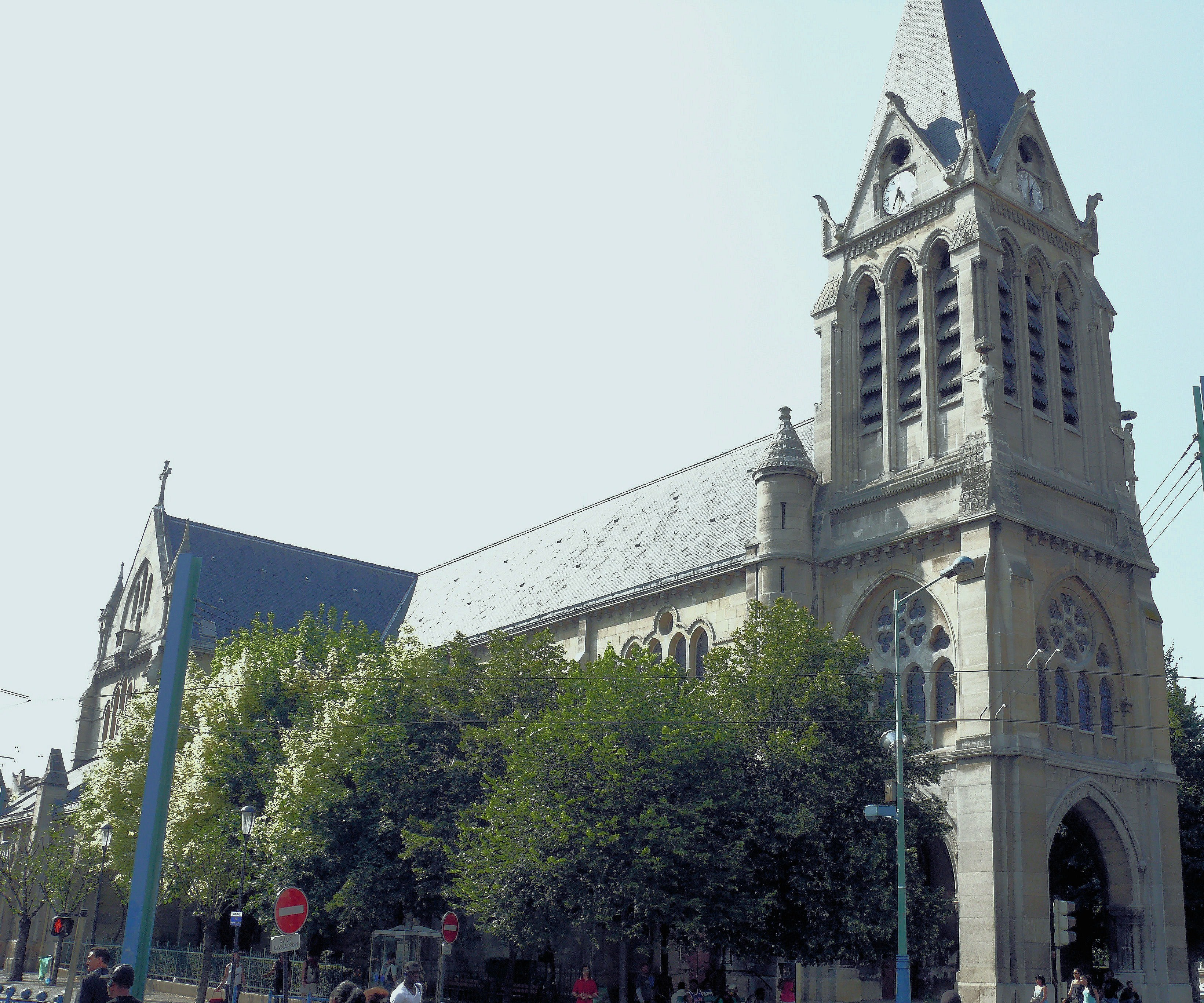
サン＝ドニ・ド・レステレ教会

## 姉妹都市
- ゲーラ、（ドイツ）
- コルドバ、（スペイン）
- セスト・サン・ジョヴァンニ、（イタリア）
- トゥズラ、（ボスニア・ヘルツェゴビナ）
- ナザレ、イスラエル
- ノース・ラナークシャー、（イギリス　スコットランド）
- ポルト・アレグレ、（ブラジル）

## 出身者
- アルフレッド・ド・ミュッセ（ロマン主義作家、詩人）
- ポール・エリュアール（シュールレアリスム詩人、レジスタンス活動家）
- アンリ・ドカエ（撮影監督、ヌーヴェルヴァーグ映画）
- ジャンヌ・パキャン（クーチュリエ）
- アンヌ・ヴェルノン（女優、「シェルブールの雨傘」出演）
- クリストフ・ティオゾ（ボクサー）
- ミリアム・ラマール（女性ボクサー）
- ジャン＝クリストフ・バエベック（サッカー選手）